# Forteresse de San Leo
La forteresse de San Leo (en italien : Rocca di San Leo) est un château italien, situé près d'Urbino et de San Leo, dans l'actuelle région d'Emilie Romagne, à l'époque dans les États pontificaux.
Le château est l'une des forteresses les plus connues possédées par les Montefeltro. Elle culmine au sommet d'un piton rocheux qui surplombe le village de San Leo ainsi que la vallée du Marecchia. Elle fut par la suite transformée en prison.

## Histoire
Le site date du Moyen Âge : un premier fort de ce nom, assiégé au Xe siècle par le marquis Bérenger Ier de Frioul, échut au XIIe siècle à la maison de Montefeltro, qui en aurait tiré son nom. Mais la forme actuelle de la structure défensive a pour origine la deuxième moitié du XVe siècle, quand Frédéric III de Montefeltro, duc d'Urbino, fit réaliser la restructuration défensive de la forteresse par l'architecte siennois Francesco di Giorgio Martini, afin de l'insérer dans un plan de défense des limites nord de son territoire. La forteresse est composée de deux parties. La partie nord-est, (œuvre de Francesco di Giorgio Martini) est composée d'un long mur, délimité aux extrémités par deux hautes tours circulaires, couvertes par des modillons et par des mâchicoulis. Derrière ces tours, la forteresse est juchée sur le sommet de l'éperon montagneux dont elle épouse la forme.
Saint François d'Assise monta à San Leo le 8 mai 1213 (alors qu’on fêtait au château l’entrée dans l’ordre de la chevalerie du jeune duc de Montefeltro). Il improvisa, sous un orme que l‘on montre encore de nos jours un prêche autour de cette strophe :

« Le bonheur qui  m’est promis est si grand

que chaque douleur m’est un plaisir. »

(Tanto è il bene ch'io m'aspetto,
 ch'ogni pena m'è diletto.)
Dans le chant IV du Purgatoire, Dante compare la montée vers l'Enfer et celle vers San Leo :

« À San-Leo  l’on va, on descend à Noli

on monte à la cime de Bismontova

avec les pieds ; mais il faut qu’ici un homme vole. »

(Vassi in San Leo, discendesi in Noli
montasi su Bismantova in cacume
con esso i piè, ma qui convien ch'om voli.)
En 1516, le Pape Léon X décida de s’emparer des États de Francesco Maria Della Rovere, duc d’Urbino. La campagne militaire fut menée par son neveu Laurent II de Médicis.
 Tout le duché tomba rapidement entre ses mains, à l’exception de la citadelle de San Leo, réputée imprenable. On se contenta donc d’en faire le siège. Mais elle fut prise par ruse grâce à la trouvaille d’un maître charpentier ayant conçu une très longue échelle qui lui permit de se hisser « en haut d’un escarpement réputé pour être le plus difficile de ce mont, (…) suivi de cinq cents des meilleurs fantassins ». Le lendemain, 16 août 1516, la forteresse se rendait.

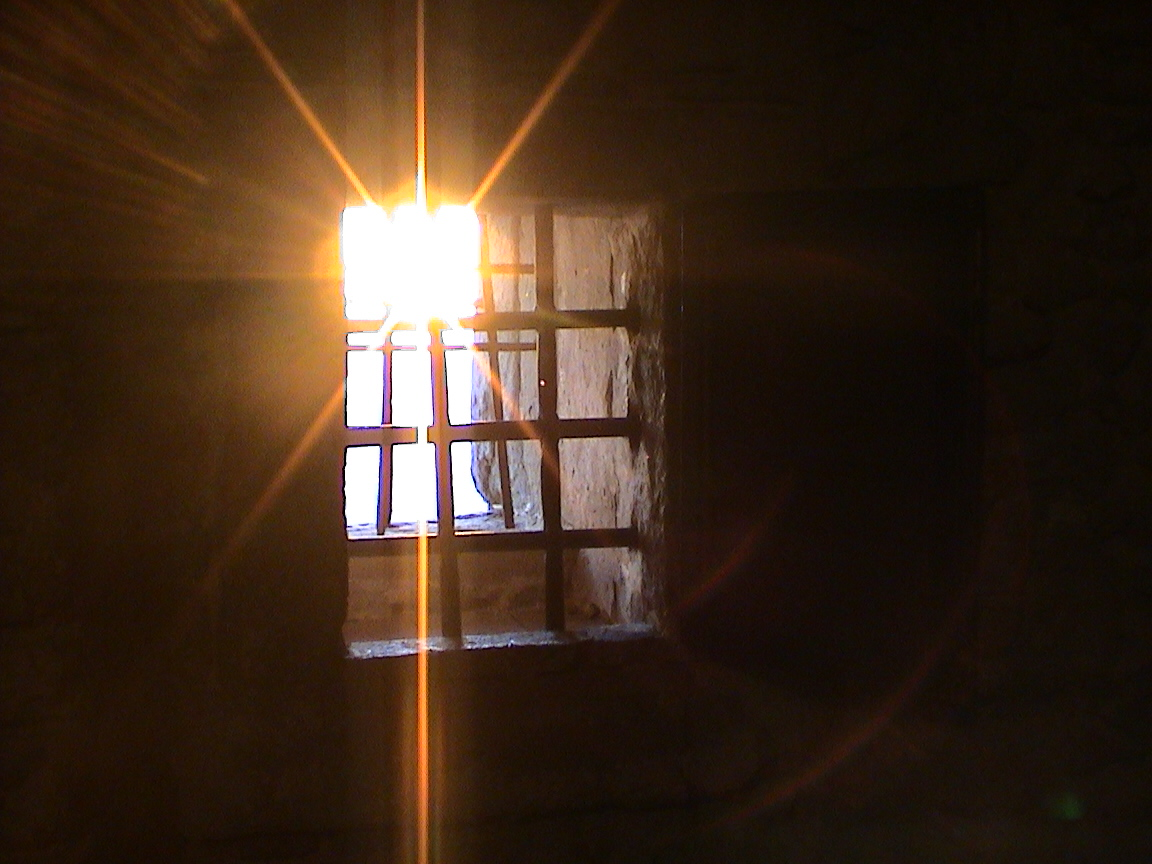
Le cachot de Cagliostro

Giorgio Vasari a peint sur les murs de la salle Léon X (Sala di Leone X) du Palazzo Vecchio une fresque, la Battaglia de San Leo, consacrée à ce fait d’armes.
La renommée de la forteresse est due à la réclusion de Giuseppe Balsamo, comte de Cagliostro. Il avait été condamné à mort par la Sainte Inquisition, peine commuée en détention à perpétuité par « une grâce particulière. » Il fut emprisonné à San Leo pendant plus de quatre années et il y mourut en 1795.
C'est aussi à San Leo que Stendhal fait enfermer les Carbonari prisonniers du pape, dans la nouvelle Vanina Vanini.
C'est dans cette même forteresse qu'a été  emprisonné de 1843 à 1846 le révolutionnaire et patriote italien Felice Orsini, auteur en 1858 de l'attentat contre Napoléon III.
Aujourd'hui la forteresse est transformée en musée. De nombreuses expositions y sont organisées.

## Galerie de photos

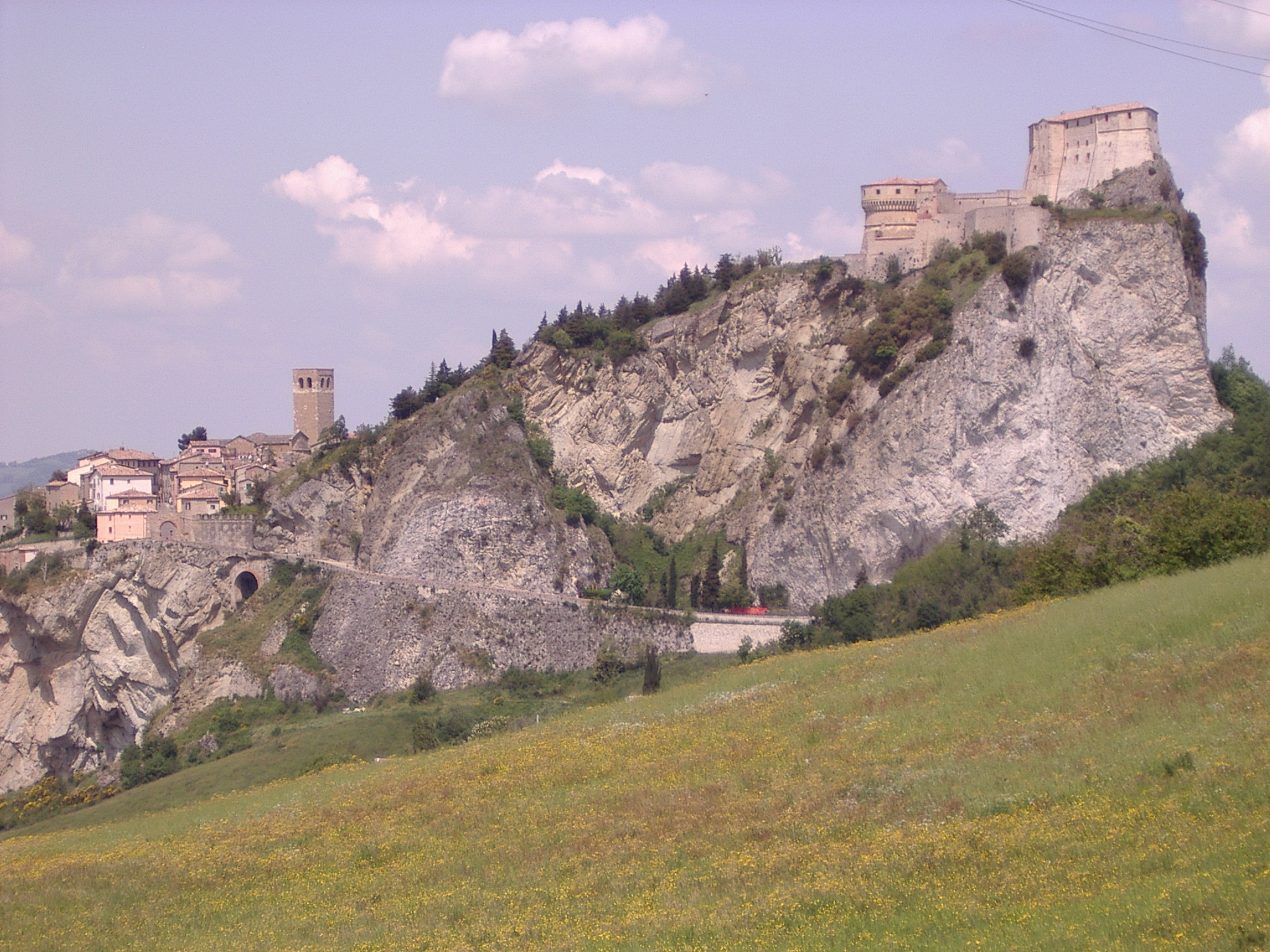
San Leo et la forteresse
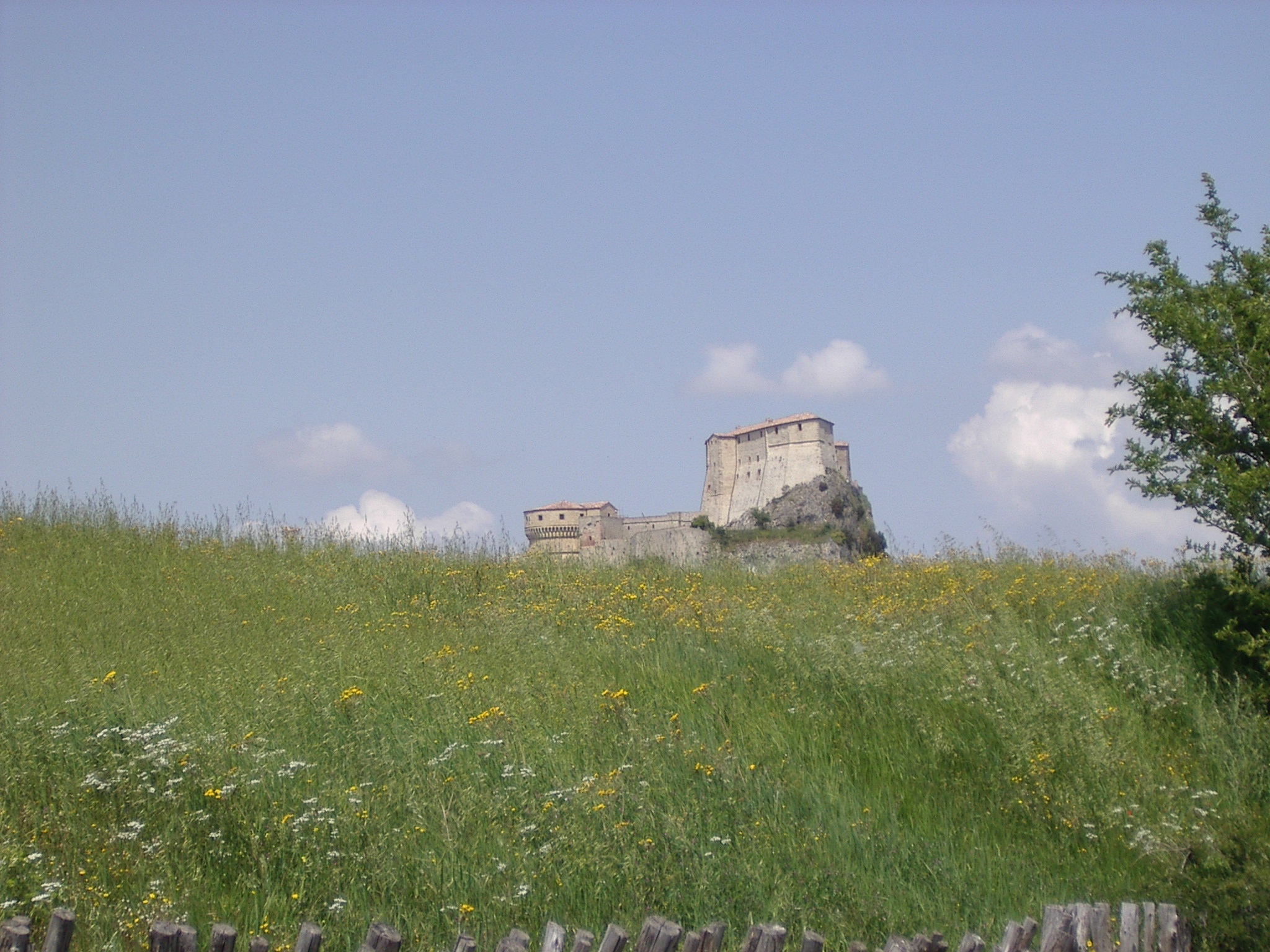
La forteresse
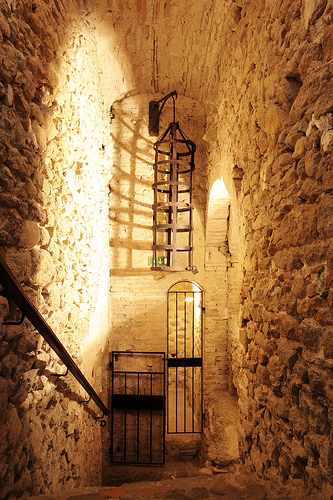
Cage